# Marcus Garrett
Marcus Garrett (Dallas, 9 novembre 1998) è un cestista statunitense.

## Palmarès
- Naismith Defensive Player of the Year (2020)